# Pýchavka obecná
Pýchavka obecná (Lycoperdon perlatum) je jedlá houba z čeledi pýchavkovitých. Je nejčastějším a nejlépe rozpoznatelným zástupcem rodu v Česku.

## Popis
Plodnice pýchavky obecné jsou tvořeny kulovitým teřichem přecházejícím ve válcovitou stopku. Plodnice má průměr 3–8 cm a je vysoká 4–6 cm. Mají hruškovitý tvar na docela vysokém třeni. Na vrcholu plodnice se tvoří malá špička, která se v dospělosti otvírá. Plodnice je bílá, později šedá až šedohnědá. Povrch plodnice je pokryt bradavkami a ostny, které snadno opadávají. Jemně bradavičnaté, téměř kulovité výtrusy jsou velké 3,5–4,5 µm.
V mládí má jemnou a lahodnou chuť a příjemně houbovou vůni.

## Výskyt
Roste od června do listopadu jednotlivě nebo skupinách v sadech, v zahradách, na pasekách, u cest a na pastvinách, v listnatých, méně často i v jehličnatých lesích.

## Použití
Pýchavka obecná je dobrá jedlá houba, použitelná jen v mládí, kdy je teřich (vnitřek plodnice) čistě bílý, pružný a měkký. Použít se dá do omáček či polévek. Plodnice se dají opražit na škvarky nebo připravit jako mozeček. Nehodí se však k nakládání, sušení nebo do smaženice.
V minulosti byla z plodnic připravována tinktura proti různým kožním onemocněním, vyrážkám nebo i astmatu. Pýchavka obecná se využívala i jako diuretikum.

## Taxonomie
Druh poprvé popsal v roce 1796 Christiaan Hendrik Persoon.
Synonyma:
- Lycoperdon gemmatum (August Batsch 1783[9]
- Varieta Lycoperdon gemmatum var. perlatum (Elias Magnus Fries 1829[10]
- Lycoperdon bonordenii (George Edward Massee, 1887[11]
- Lycoperdon perlatum var. bonordenii (A. C. Perdeck, 1950[12]).

L. perlatum je typovým druhem rodu Lycoperdon. Molekulární analýzy naznačují fylogenetickou příbuznost s druhem L. marginatum.

## Zdravotní rizika
V několika ojedinělých případech byla zaznamenána zdravotní rizika související s vdechnutím drobných prachových výtrusů právě pýchavek rodu Lycoperdon. Toto onemocnění se někdy označuje jako lykoperdonóza. Většinou souvisí se záměrným vdechováním velkého množství výtrusů pýchavek, někdy v souvislosti s pověrami o jeho léčivých účincích (zastavuje prý krvácení z nosu). Následky byly kašel, horečka, myalgie, únava a potíže s dýcháním, všechny symptomy postupně odezněly. Není jisté, zda byly způsobeny hypersenzitivní reakcí (alergickou), nebo infekcí těla sporami této houby.

## Etymologie slova
Název této houby je původně odvozen od dnes už nepoužívaného slovesa pýchati s významem foukat. Tento název získala pravděpodobně kvůli tomu, že pokud na zralou houbu zatlačíte, vyletí z ní žlutohnědý oblak s výtrusy.